# Great and Little Hampton
Great and Little Hampton var en civil parish fram till 1933 då den blev en del av Evesham, i grevskapet Worcestershire, i England. Denna civil parish hade 1 806 invånare år 1931. Byn nämndes i Domedagsboken (Domesday Book) år 1086, och kallades då Hantun/Hantune.